# Ebisu (mitología)

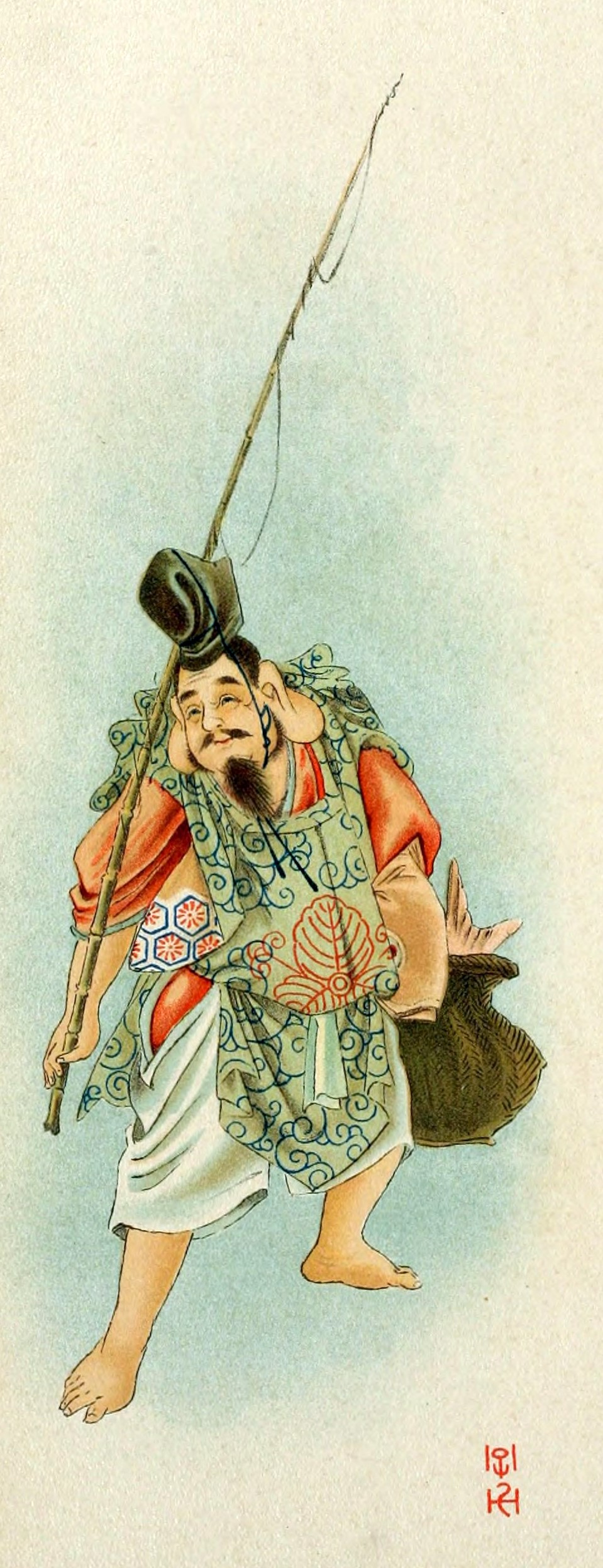
Ebisu

Ebisu (恵 比 須, 恵 比 寿, 夷, 戎), También transcrito Yebisu (ゑ び す?), Hiruko (蛭 子) o Kotoshiro-nushi-no-kami (事 代 主 神), es el dios japonés de la suerte, los pescadores y los obreros, así como el guardián de la salud de los niños pequeños. Él es uno de los Siete Dioses de la Fortuna (七 福神 Shichifukujin), Y el único de los siete que tiene su origen exclusivamente en Japón sin ninguna influencia hindú o china.
- Datos: Q1129330
- Multimedia: Ebisu / Q1129330